# 32ste Oscaruitreiking
De 32ste Oscaruitreiking, waarbij prijzen worden uitgereikt aan de beste prestaties in films in 1959, vond plaats op 4 april 1960 in het Pantages Theatre in Hollywood, Californië. De ceremonie werd gepresenteerd door Bob Hope.
De grote winnaar van de 32ste Oscaruitreiking was Ben-Hur, met in totaal 12 nominaties en 11 Oscars.

## Winnaars

### Films
| Categorie               | Winnaar                 | Regie            |
| ----------------------- | ----------------------- | ---------------- |
| Beste Film              | Ben-Hur                 | William Wyler    |
| Beste Buitenlandse Film | Orfeu Negro             | Marcel Camus     |
| Beste Documentaire      | Serengeti Shall Not Die | Bernhard Grzimek |

### Acteurs
| Categorie                  | Winnaar         | Film                    |
| -------------------------- | --------------- | ----------------------- |
| Beste Mannelijke Hoofdrol  | Charlton Heston | Ben-Hur                 |
| Beste Vrouwelijke Hoofdrol | Simone Signoret | Room at the Top         |
| Beste Mannelijke Bijrol    | Hugh Griffith   | Ben-Hur                 |
| Beste Vrouwelijke Bijrol   | Shelley Winters | The Diary of Anne Frank |

### Regie
| Categorie       | Winnaar       | Film    |
| --------------- | ------------- | ------- |
| Beste Regisseur | William Wyler | Ben-Hur |

### Scenario
| Categorie                | Winnaar                                                            | Film            |
| ------------------------ | ------------------------------------------------------------------ | --------------- |
| Beste Origineel Scenario | Russell Rouse, Clarence Greene, Stanley Shapiro en Maurice Richlin | Pillow Talk     |
| Beste Bewerkt Scenario   | Neil Paterson                                                      | Room at the Top |

### Speciale prijzen
| Categorie      | Winnaar                        |  |
| -------------- | ------------------------------ |  |
| Honorary Award | Lee de Forest en Buster Keaton |  |